# أباداماك
معبود نوبي قديم.

أباداماك أو أبيداماك (بالإنجليزية: Apedemak or Apademak)‏ هو إله محارب بوجه أسد وكان رمزًا لإله الحرب لدى النوبيين القدماء في فترة الحضارة المروية. وقد وجدت نقوشه وتماثيله في عدة أماكن مختلفة من السودان مثل: مروي والنقعة والمصورات الصفراء والبطانة، والتي يبدو أنها أكثر الأماكن التي عُبِدَ فيها خصوصًا النقعة حيث يوجد معبد أباداماك مصورًا على هيئة أسد بثلاثة رؤوس وأربعة أياد، وأيضًا وجد برأس واحد. وقد لعب دورًا صغيرًا في الديانة المصرية عبر تأثير الثقافة المروية.

## معرض صور

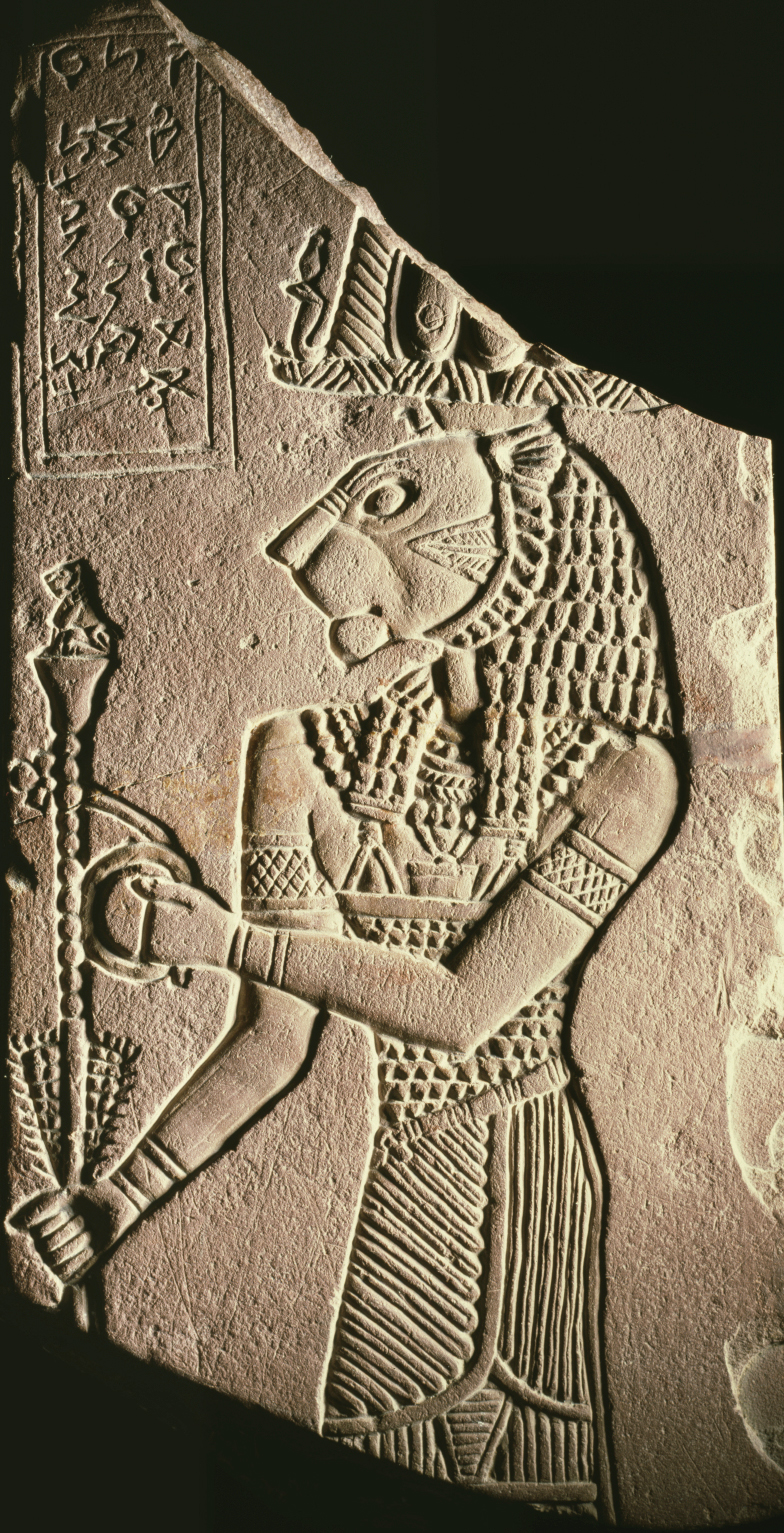
اباداماك إله الحرب عند النوبيين القدماء
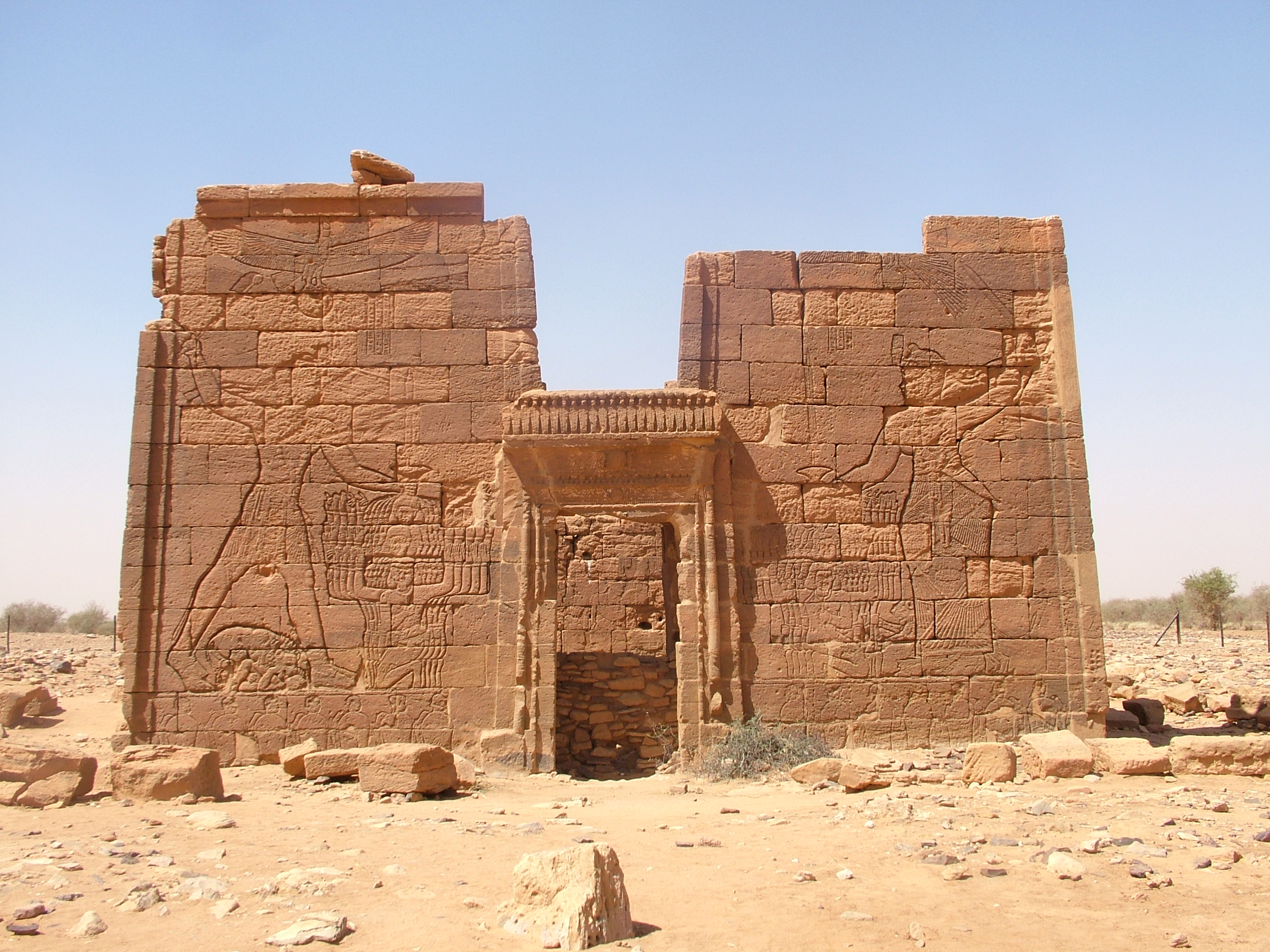
معبد أباداماك في النقعة وإلى جواره المعبد الروماني.
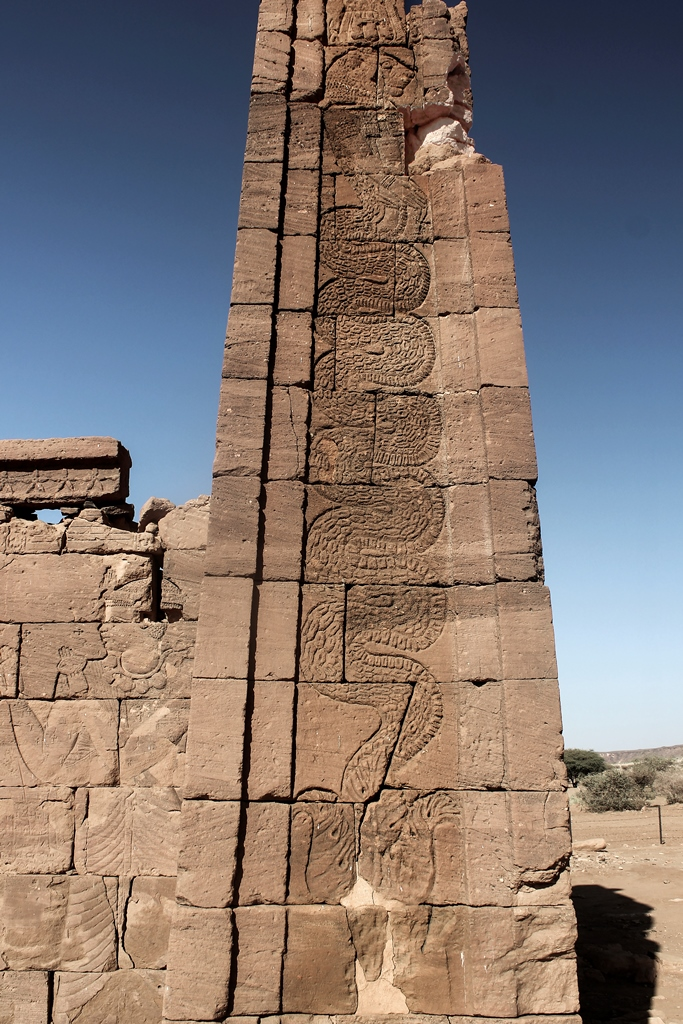
معبد الأسد في النقعة: أباداماك يمثله ثعبان ملفوف برأس الأسد.
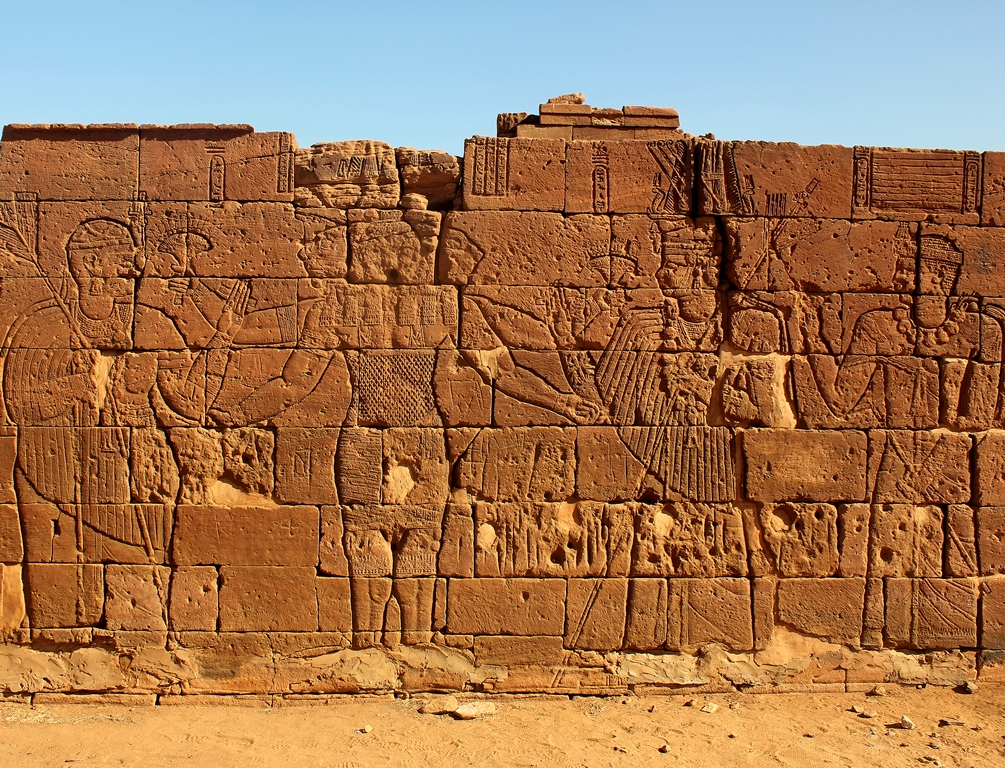
معبد أسد ناقا: ثلاثة رؤوس أباداماك مع أربعة أذرع.

## وصلات خارجية
- شاهد معبد اباداماك من اليوتيوب على يوتيوب